# に

En la escritura japonesa, los caracteres silábicos (o, con más propiedad, moraicos) に (hiragana) y ニ (katakana) ocupan el 22º lugar en el sistema moderno de ordenación alfabética gojūon (五十音), entre な y ぬ; y el cuarto en el poema iroha, entre は y ほ. En la tabla a la derecha, que sigue el orden gojūon (por columnas, y de derecha a izquierda), se encuentra en la quinta columna (な行, "columna NA") y la segunda fila (い段, "fila I").
El carácter に proviene del kanji 仁, mientras que ニ proviene de 二 (2).

## Romanización
Según los sistemas de romanización Hepburn, Kunrei-shiki y Nihon-shiki, に, ニ se romanizan como "ni".

## Escritura
| Escritura de に | Escritura de ニ |

El carácter に se escribe con tres trazos:
1. Trazo vertical de arriba abajo y ligeramente curvo que termina torciéndose hacia arriba.
2. Trazo horizontal.
3. Trazo horizontal debajo del primero. Los dos últimos trazos se escriben igual que el carácter hiragana こ (ko).

El carácter ニ se escribe con dos trazos:
1. Trazo horizontal, a la derecha del primero.
2. Trazo horizontal debajo del primero.

## Otras representaciones
- Sistema Braille:
| ●－ |
- Alfabeto fonético: 「日本のニ」 ("el ni de Nihon", donde Nihon significa Japón)
- Código Morse: －・－・

- Datos: Q40666
- Multimedia: に / Q40666